# Lijst van oorlogsmonumenten in Heeze-Leende
Dit is een lijst met de vier oorlogsmonumenten in de Nederlandse gemeente Heeze-Leende. 
| Nr.                             | Object          | Herdachte groep                                                                                  | Ontwerper        | Onthulling  | Type        | Locatie                                     | Plaats       | Coördinaten                   | Foto              |
| ------------------------------- | --------------- | ------------------------------------------------------------------------------------------------ | ---------------- | ----------- | ----------- | ------------------------------------------- | ------------ | ----------------------------- | ----------------- |
| 520                             | Verzetsmonument | verzet Nederland                                                                                 |                  |             | kruis       | Burg. Vogelslaan, 5595 XH                   | Leende       | 51° 20' 59" NB, 5° 33' 8" OL  | Verzetsmonument   |
| 1080                            | Oorlogsmonument | militairen in dienst van het Ned. Kon. 1940-1945, verzet Nederland                               | H.J.B. Kliebisch | 4 mei 1961  | gedenksteen | Jan Deckersstraat 2, 5591 HS                | Heeze        | 51° 22' 46" NB, 5° 34' 38" OL | Oorlogsmonument   |
| 3015                            | Oorlogsmonument | militairen in dienst van het Ned. Kon. na 1945                                                   |                  | 12 mei 1990 | plaquette   | Vlaamseweg, 6029 PK                         | Sterksel     | 51° 21' 50" NB, 5° 36' 44" OL | Oorlogsmonument   |
| 3623                            | Oorlogsmonument | militairen in dienst van het Ned. Kon. 1940-1945, militairen in dienst van het Ned. Kon. na 1945 |                  |             | zuil        | Dorpstraat 52, 5595 CJ                      | Leende       | 51° 20' 57" NB, 5° 33' 9" OL  | Oorlogsmonument   |
| Dit oorlogsmonument op Wikidata | Stolpersteine   | Vervolgden Nederland                                                                             | Gunter Demnig    |             | reliëf      | Zie Lijst van Stolpersteine in Heeze-Leende | Heeze-Leende |                               | Meer afbeeldingen |

Alphen-Chaam ·
Altena ·
Asten ·
Baarle-Nassau ·
Bergeijk ·
Bergen op Zoom ·
Bernheze ·
Best ·
Bladel ·
Boekel ·
Boxtel ·
Breda ·
Cranendonck ·
Deurne ·
Dongen ·
Drimmelen ·
Eersel ·
Eindhoven ·
Etten-Leur ·
Geertruidenberg ·
Geldrop-Mierlo ·
Gemert-Bakel ·
Gilze en Rijen ·
Goirle ·
Halderberge ·
Heeze-Leende ·
Helmond ·
's-Hertogenbosch ·
Heusden ·
Hilvarenbeek ·
Laarbeek ·
Land van Cuijk ·
Loon op Zand ·
Maashorst ·
Meierijstad ·
Moerdijk ·
Nuenen, Gerwen en Nederwetten ·
Oirschot ·
Oisterwijk ·
Oosterhout ·
Oss ·
Reusel-De Mierden ·
Roosendaal ·
Rucphen ·
Sint-Michielsgestel ·
Someren ·
Son en Breugel ·
Steenbergen ·
Tilburg ·
Valkenswaard ·
Veldhoven ·
Vught ·
Waalre ·
Waalwijk ·
Woensdrecht ·
Zundert